# Potez 36
Le Potez 36 était un monoplan de tourisme construit par la société Potez de 1929 à 1933. Le premier vol eut lieu le 27 septembre 1928. Cet appareil est considéré comme celui qui a réellement donné naissance à l'aviation de tourisme dans les années 1930.

## Présentation

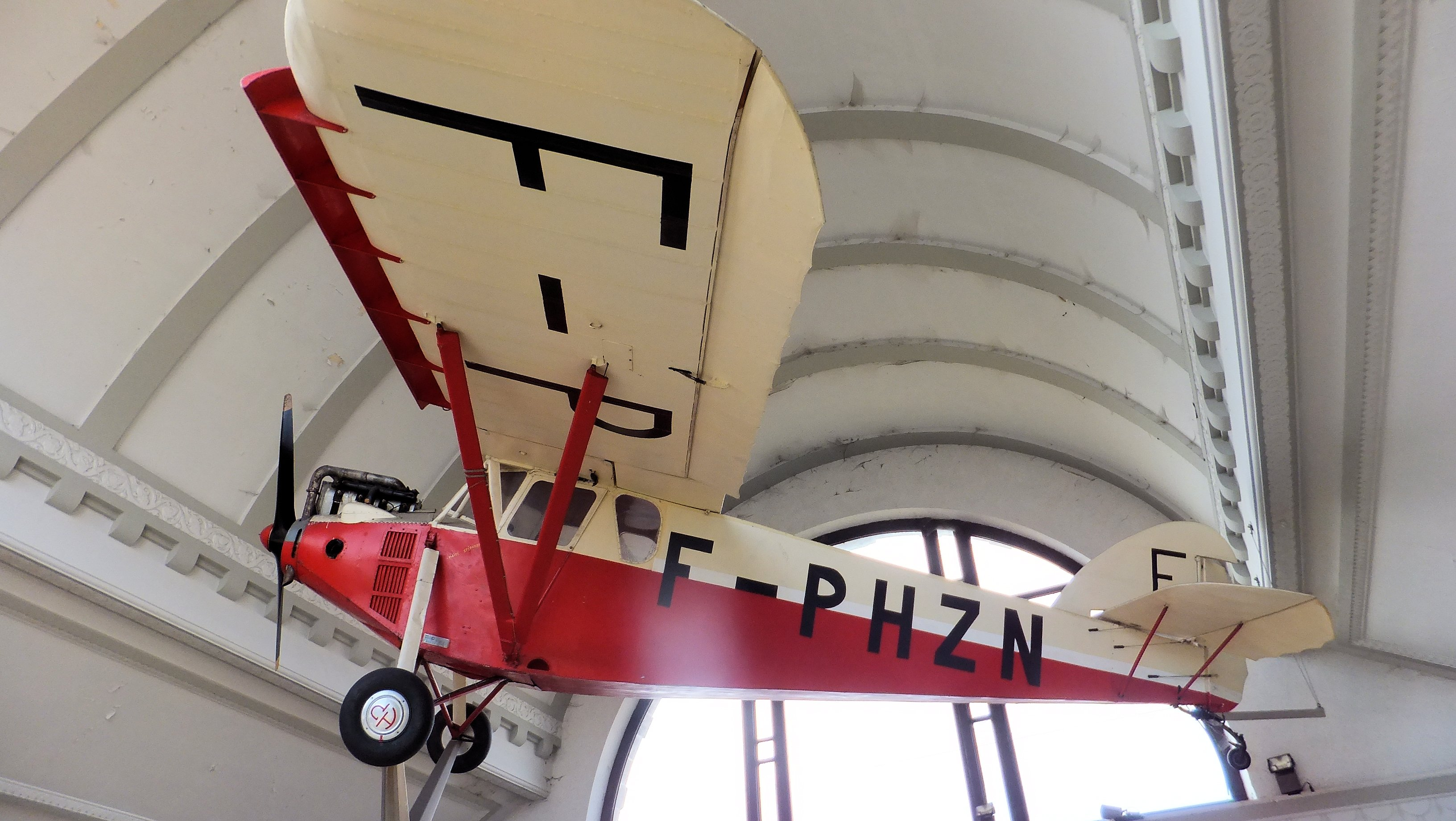
Potez 36 installé en hauteur dans le hall de la gare d'Albert.

Le Potez 36 était un monoplan à aile haute à train d'atterrissage fixe. Son fuselage en bois (spruce) comportait une cabine fermée à deux places côte à côte pour un pilote et un passager.
La conception avait certaines caractéristiques originales comme des ailes repliables pour le rendre plus facile à stocker ou à tracter derrière un véhicule. Des becs de bord d'attaque fixes appelés « becs de sécurité » amélioraient la portance aux grands angles et basse vitesse. Stable et facile à piloter, il équipa beaucoup d'aéro-clubs.
Il fut aussi utilisé pour des raids touristiques qui le rendirent célèbre à l'époque : Afrique du Nord-Égypte en mars-avril 1930, France-Madagascar en novembre-avril 1931, Paris-Syrie et retour en avril-juin 1932.
Dans ses différentes versions, plus de 260 exemplaires furent construits.

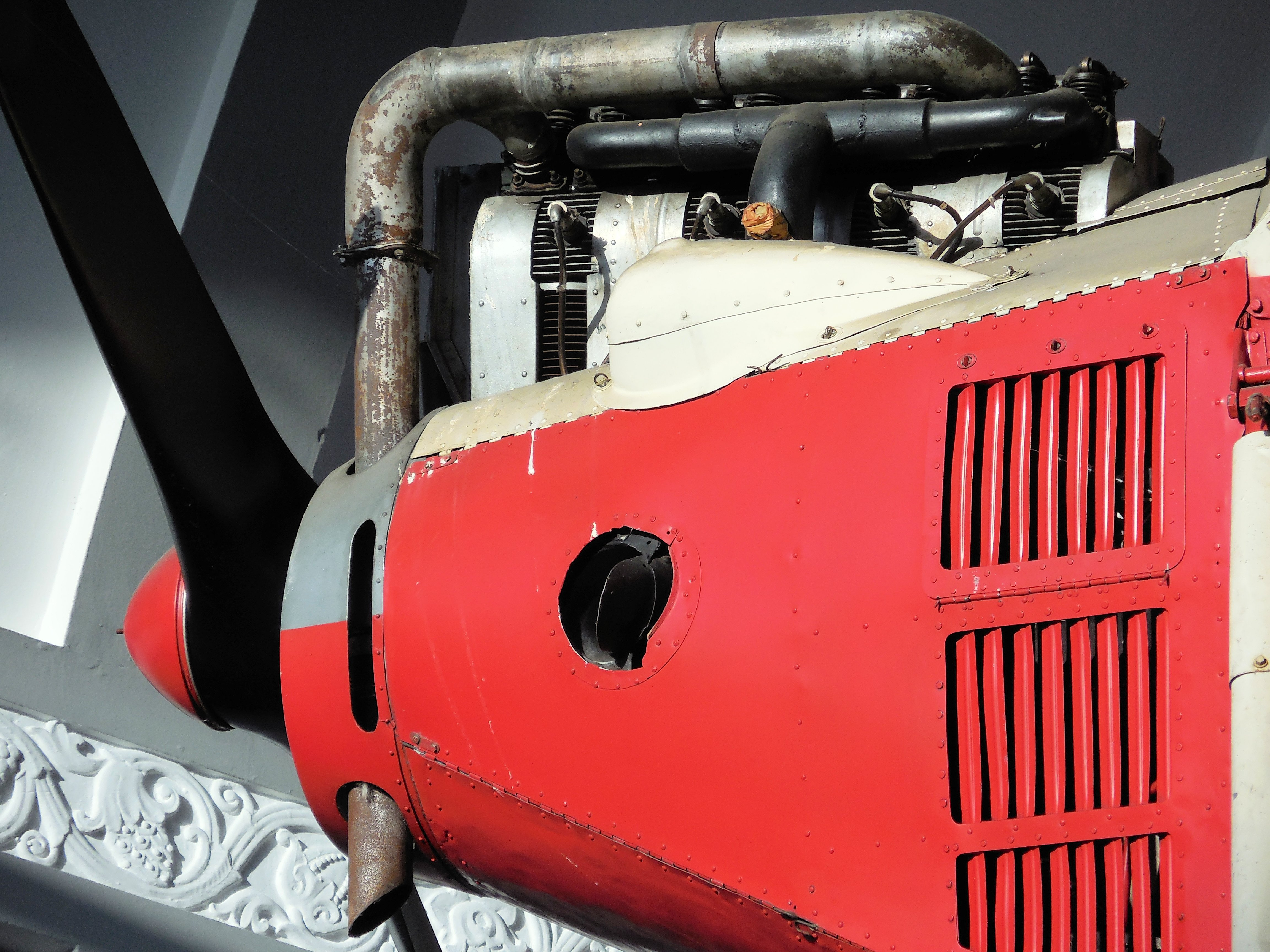
Gros plan sur le moteur de l'avion Potez 36 exposé en gare d'Albert (France, 80300)

## Versions
- Potez 36/3 : prototype équipé d'un moteur Renault 4Pa suivi par 6 appareils sans becs de bord d'attaque.
- Potez 36/5 : idem mais motorisé par un moteur Salmson 7Ac de 95 ch (71 kW), 5 exemplaires.
- Potez 36/13 : version de production du 36/5 avec becs de bord d'attaque, 96 exemplaires.
- Potez 36/14 : version de production avec moteur Renault 4Pb de 95 ch (71 kW) avec becs de bord d'attaque et frein de train, 103 exemplaires.
- Potez 36/15 : moteur Potez 6Ab 100 ch (75 kW), 18 exemplaires.
- Potez 36/17 : moteur Cirrus Hermes IIB 104 ch (78 kW), 2 exemplaires.
- Potez 36/19 : moteur Renault 4Pci 100 ch (75 kW), 2 exemplaires.
- Potez 36/21 : moteur Potez 6Ac 100 ch (75 kW) et train à pneus ballons, 29 exemplaires.

## Survivants
- Un Potez 36/13 (n°2620) immatriculé « F-ALQT », est conservé au Musée de l'Air et de l'Espace.
- Un Potez 36/14 (n°3207), d'abord immatriculé « F-AMEM », puis « F-PHZN » en 1957, a été remis en état de vol par Philippe Cassaigne à Royan. Son autorisation provisoire de vol ayant expiré en 1991[2], il est maintenant exposé sous la voûte de la gare d'Albert (Somme), proche de Méaulte où se situaient autrefois les usines Potez.